# John Squire
John Squire Thomas (Broadheath, 24 de novembro de 1962) é um músico, compositor e artista inglês.
Squire é conhecido por ser o guitarrista do Stone Roses, uma banda de rock formada em conjunto com o compositor e vocalista Ian Brown. Depois de deixar o Stone Roses, ajudou a fundar os Seahorses e desde então lançou dois álbuns solo.

## Discografia

### Álbuns de estúdio
- Time Changes Everything (2002) No.17 UK[1]
- Marshall's House (2004) No.90 UK

### Singles
- "Joe Louis" (2002) No.43 UK[1]
- "Room In Brooklyn" (2004) No.44 UK[1]